# AfA-Bund
AfA-Bund es el acrónimo de Allgemeiner freier Angestelltenbund (en español: Federación General de Trabajadores) fue una fusión de varios sindicatos y asociaciones gremiales de corte socialista, orientada a conformar un gran sindicato de trabajadores, técnicos y empleados públicos de la República de Weimar. Las asociaciones y organizaciones miembros abarcaron grupos tan diversos como los artistas, los trabajadores del teatro, de la banca, los capataces de la industria, técnicos y empleados públicos y gerentes de empresas. Fue fundado en 1920 y disuelto el 30 de marzo de 1933, ante el ascenso de Adolf Hitler al poder, que significó el fin de los Sindicatos Libres.